# Notstandsgesetz
Als Notstandsgesetze werden Gesetze für eine Krisensituation bezeichnet, in der ein Staat oder ein Gebiet innerhalb des Staates nach Auffassung der zuständigen Behörde, die den Notstand erklärt, nicht durch das ordentliche verfassungsmäßige Verfahren regiert werden kann. Der Ausweg wird darin gesehen, bestimmte Befugnisse auf die regionale beziehungsweise nationale Regierung oder einzelne Personen wie Militär- und Polizeiführung zu übertragen. Der Begriff des Notstandsrechts kann sowohl für den Zustand des Notstands, in dem staatliche Organe zum Erlass von Notstandsgesetzen befugt sind, als auch für die Gesamtheit der auf diesem Wege in einem Staat erlassenen Gesetze gebraucht werden. Notstandsrecht und Notstandsgesetzgebung sind seit langem umstritten, Kritiker befürchten insbesondere Missbrauch des Instruments zum Aufbau eines autokratisch regierten Staates.
Mit Notstandsgesetzen wird häufig versucht, während einer funktionierenden Demokratie Regeln zu schaffen, die in bestimmten Fällen, die auch schon vorher definiert werden, in Kraft treten. Beispiele sind etwa die Notstandsgesetze in Deutschland, die Notbestimmungen der Österreichischen Bundesverfassung oder das Notrecht der Schweiz beziehungsweise derer Kantone.
Zum Teil wird vertreten, dass eine Regierung oder ein Land auf Krisensituationen vorbereitet sein muss und dass hierfür der demokratische Meinungsbildungsprozess zu langsam, zu unflexibel und störend ist. Andererseits werden mit Notstandsgesetzen häufig demokratische Rechte außer Kraft gesetzt und führen zum Machtmissbrauch, wie zum Beispiel das Ermächtigungsgesetz (Gesetz zur Behebung der Not von Volk und Reich) vom 24. März 1933, durch das Adolf Hitler ermächtigt wurde, ohne Zustimmung von Reichstag und Reichsrat sowie ohne Gegenzeichnung des Reichspräsidenten Gesetze zu erlassen.
Darüber hinaus wird auch bezweifelt, dass es Sinn hat, Gesetze zu erlassen für den Fall, dass die staatliche Ordnung zusammenbricht. Dann gäbe es genau genommen auch niemanden mehr, der die Einhaltung dieser Gesetze kontrollieren könnte. Beispielsweise wurde durch die deutschen Notstandsgesetze ein Widerstandsrecht geschaffen gegen jeden, der die verfassungsmäßige Ordnung beseitigen will.